# Isahakyan
Isahakyan là một đô thị thuộc tỉnh Shirak, Armenia. Dân số ước tính năm 2011 là 1176 người.